# Clermont (Flórida)
Clermont é uma cidade localizada no estado americano da Flórida, no condado de Lake. Foi incorporada em 1891.

## Geografia
De acordo com o United States Census Bureau, a cidade tem uma área de 41 km², onde 35,3 km² estão cobertos por terra e 5,7 km² por água.

### Localidades na vizinhança
O diagrama seguinte representa as localidades num raio de 16 km ao redor de Clermont.

## Demografia
Segundo o censo nacional de 2010, a sua população é de 28 742 habitantes e sua densidade populacional é de 814,2 hab/km². É a localidade mais populosa e também a mais densamente povoada do condado de Lake. Possui 12 730 residências, que resulta em uma densidade de 360,6 residências/km².
Clermont tem sido alvo de um crescimento constante e de um desenvolvimento estratégico. Com melhorias na infraestrutura, expansão de comércios e serviços, além de um forte planejamento urbano